# 박유재
박유재(朴有載, 1934년 1월 15일 ~ )는 대한민국의 기업인이며, 에넥스 창업주, 명예회장이다. 정치인으로 제11대 국회의원을 지냈으며, 정계 은퇴하였다.
출생지는 충청북도 옥천군 청산면 한곡리, 본관은 태안(泰安), 아호는 원곡(原谷).

## 학력
- 청산초등학교 졸업
- 청산중학교 졸업
- 1954년 영동고등학교 졸업
- 1958년 국제대학 화학과 졸업
- 1966년 고려대학교 경영대학원 수료
- 1977년 서울대학교 행정대학원 수료
- 1979년 서울대학교 경영대학원 수료
- 1985년 미국 조지워싱턴대학교 행정대학원 수료

## 경력
- 1961년 웅우상사 설립
- 1963년 제일도기사 설립, 회장
- 1969년 유일장학회 회장
- 1971년 서일공업사 설립
- 1976년 오리표싱크 상호 변경
- 1976년 ~ 1981년 오리표싱크 대표이사 사장
- 1979년 충북체육회 이사
- 1981년 ~ 1992년 오리표싱크 회장
- 1981년 민정당 충북도지부 위원장, 중앙집행위원
- 1981년 한이란의원친선협회 부회장
- 1981년 ~ 1985년 제11대 국회의원 (민주정의당, 보은군·옥천군·영동군 선거구)
- 1982년 한인도의원친선협회 본부장
- 1983년 민정당 재해대책위 부위원장
- 1992년 ~ 2019년 2월 에넥스 대표이사 회장
- 제일공업 대표이사 회장
- 제일도기 대표이사 회장
- 민우회 회원
- 영동군민회 고문
- 영동고등학교 총동창회 명예회장
- 영동고등학교 장학운영위원장
- 재경옥천군향우회 고문
- 1998년 엔텍 회장
- 2019년 3월 에넥스 명예회장

## 상훈
- 새마을훈장 노력장
- 2002년 11월 제28회 국가품질경영대회 금탑산업훈장

## 역대 선거 결과
| 실시년도 | 선거   | 대수 | 직책     | 선거구                    | 정당       | 득표수   | 득표율          | 순위 | 당락 | 비고 |
| -------- | ------ | ---- | -------- | ------------------------- | ---------- | -------- | --------------- | ---- | ---- | ---- |
| 1981년   | 총선   | 11대 | 국회의원 | 충북 보은군·옥천군·영동군 | 민주정의당 | 57,509표 | \| \| 43.56% \| | 1위  |      | 초선 |
|          | 43.56% |      |          |                           |            |          |                 |      |      |      |

## 저서
- 팔전구기의 인생드라마: 부뚜막에서 싱크대로, 세상을 바꾼 이야기

## 가족 관계
- 아버지: 박환직(朴煥稷, 1912년 1월 5일 ~ 1979년 3월 9일)
- 어머니: 정증희(鄭曾姬, 1910년 4월 12일 ~ 1996년 11월 18일)
- 배우자: 정숙자(鄭淑子, ~ 2024년 7월 8일)	 	 	 
  - 장녀: 박미영
  - 장남: 박진규 (1960년 7월 1일 ~ ) - 에넥스 회장
  - 차남: 박진호 (1962년 7월 18일 ~ 2016년 4월 30일) - 에넥스 대표이사 사장
  - 삼남: 박진우 (1964년 3월 21일 ~ ) - 에넥스 하이테크 과장